# Lego Star Wars: The Video Game
Lego Star Wars: The Video Game je videohra založená na sérii hraček Star Wars od firmy Lego Group, která se odehrává v čase nové trilogie (Skrytá hrozba, Klony útočí a Pomsta Sithů), s bonusovou částí z Nové Naděje. Lego Star Wars byla vydána 5. dubna 2005, což bylo celý měsíc před premiérou tehdy posledního Star Wars filmu.
Byla vyvinuta společností Traveller's Tales pro herní konzole Microsoft Xbox a Sony PlayStation 2 a pro PC Griptonite Games vyvinuli verzi pro Nintendo Game Boy Advance. Port pro Mac, vyvíjený společností Aspyr, byl vydán v srpnu 2005. Verze pro Nintendo GameCube byla vydána 26. října 2005. Vydavatelé všech verzí jsou Eidos Interactive a LucasArts.
Lego Star Wars byla označována za "hru pro děti" a obdržela cenu "Game of the Year" od Kidzworld.com, nicméně se dostala na vrchol anglického žebříčku prodejnosti v květnu 2005. Později ztratila místo kvůli oficiální hře Episody III, ale během měsíce si udržela vysoké místo v žebříčku.
Pokračování Lego Star Wars II: The Original Trilogy bylo vydáno v září 2006.
Postav obsažených ve hře je široké spektrum. Všechny získáte buďto odemykáním za dokončené úrovně, nebo koupením v Dexterově jídelně. Všechny postavy (kromě Kancléře Palpatina [dokáže skákat], PK Droida a Gonk Droida) mají speciální schopnost, například vysoký skok, ovládání Síly, nebo se mohou zaháknout. Droidi, i když nejsou vyzbrojeni, mohou ve hře cestovat bez zranění (nebudou automaticky cílem útoku nepřítele). Protokolární droidi a Astrodroidi mohou otevírat speciální dveře. Také hráčem ovládaní bojoví droidi budou ignorováni nepřátelskými bojovými droidy (kromě Droidek). Gonk Droid je navíc nezničitelný.
Odblokované postavy mohou být importovány do pokračování hry, Lego Star Wars II: The Original Trilogy, jako „extra” , které stojí 250 000 Lego čvočků.

## Postavy ze Staré trilogie
Protože Lego Star Wars je založená na Nové trilogii (Episody I, II a III), Luke Skywalker, Han Solo a ostatní postavy z původní Star Wars trilogie nevystupují zde, ale v Lego Star Wars II: The Original Trilogy.

## Dexterova jídelna
Dexterova jídelna je oblast, ve které hráč vybírá, do které úrovně půjde a může si prohlížet vozidla z částí, které našel. Lego Star Wars má možnost nazývanou 'volná hra', která hráči umožní hrát stejnou úroveň znovu, ale s možností přepínat mezi postavami, které se mohou dostat do oblastí obsahujících bonusy, které hráč předtím nemohl získat. Ve volné hře může hráč použít jakoukoli postavu, kterou si odemknul. Hráč také může uspořádat boj mezi zlými a dobrými postavami jako Qui-Gon Jinn a Darth Maul. Možnost hrát volnou hru se objeví teprve po dokončení úrovně v režimu příběhu. Úrovně s vozidly nemohou být hrány ve volné hře, ale mohou být hrány znovu v příběhovém módu jako všechny ostatní. Některé postavy jako Kancléř Palpatine, PK Droid a Gonk Droid mohou pouze chodit, ale v případě PK Droidů a Gonk Droidů nikdy nebudou napadeny nepřítelem. Díky tomu mohou projít úrovněmi nezraněni. V jídelně také lze koupit bonusy za cvočky.

## Úrovně
Každá úroveň v Lego Star Wars se volně inspiruje různými momenty z Nové trilogie Star Wars, od vlastností hratelnosti po různé videosekvence. Ve hře nejsou žádné mluvené dialogy; postavy hrají jejich dialogy pomocí gest a pantomimy. Hra začíná Obi-Wanem Kenobim a Qui-Gon Jinnem na lodi Obchodní Federace a končí duelem Anakina Skywalkera a Obi-Wana Kenobiho na Mustafaru.

### Bonusová úroveň
V každé úrovni je pro získání části super-stavebnice nutné nasbírat určitý počet Lego cvočků (číslo je v každé úrovni jiné) . Hráč ale musí nasbírat určený počet cvočků na jeden pokus. Cvočky mohou být nasbírány buďto v příběhovém nebo volném módu . Po posbírání všech 17 částí, čtvrté dveře v kantýně, označené otazníkem, se odemknou. Tato místnost obsahuje bonusovou úroveň, krátký úvod do Episody IV. Tuto úroveň je možné hrát i příběhu i ve volné hře, nejsou zde žádné videosekvence, žádné části mini-stavebnic, žádný měřič počtu cvočků a žádné oblasti, do kterých se můžete dostat pouze ve volné hře.
V bonusové úrovni hráč hraje za Dartha Vadera, Imperiálního Stormtroopera a za C-3PO, při útoku na loď Tantive IV (která je také model super-stavebnice). V úrovni hráč potká několik Vojáků rebelů, a může nasbírat přes 100 000 Lego cvočků. Úroveň končí po nalezení Princezny Leii a R2-D2. To je rozdíl oproti první úrovni Epizody IV v LSWII:TOT , kde hrajete za Leiu a Kapitána Antillese.

## Verze pro Game Boy Advance
Game Boy Advance (GBA) verze Lego Star Wars má pár rozdílů (většinou z důvodu přenositelnosti), zahrnující méně hratelných postav (pouze 15), méně cenné cvočky (šedý má cenu 1, modrý 5, a žlutý 10), méně úrovní, pouze jedna hráčova postava na obrazovce, a videosekvence se skládají z jednotlivých políček videosekvencí z „velkých” verzí.
Všichni uživatelé světelného meče jsou schopni odrazit střelu mířící na ně a každá postava má svůj vlastní styl boje. Také mohou používat Sílu na plošiny a přepínače. Nicméně na rozdíl od ostatních verzí hry mohou blasterové střely být odraženy pouze, když míří rovně na hráče, ne z boku.
Postavy s blasterem mohou nabít střelu držením tlačítka, činící ji silnější, aby mohla zasáhnout více nepřátel. Nicméně vzhledem k tomu, že nemohou uhýbat střelám, je použití omezené.